# Triaenodes eximius
Triaenodes eximius är en nattsländeart som beskrevs av Schmid 1994. Triaenodes eximius ingår i släktet Triaenodes och familjen långhornssländor. Inga underarter finns listade i Catalogue of Life.